# 哈尼拉鄉

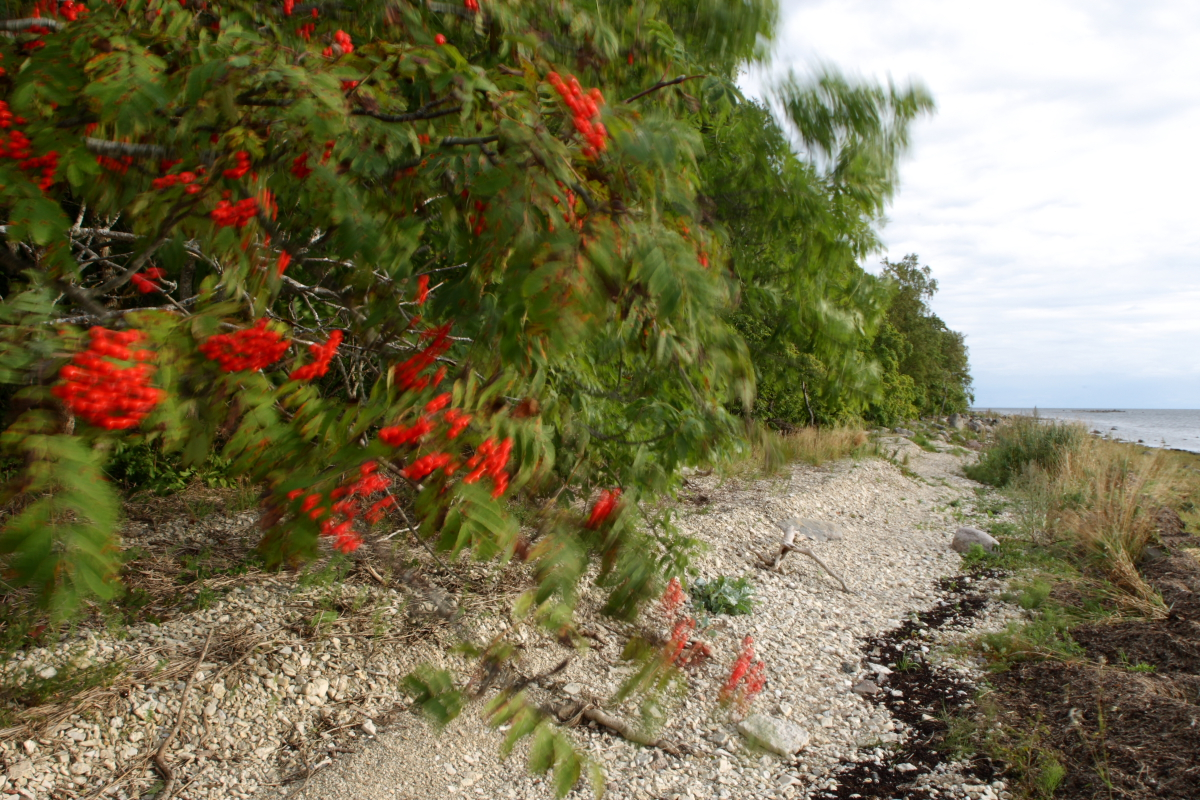

哈尼拉鄉，曾是愛沙尼亞萊內縣的一個鄉村型市镇，位於該國西部，行政中心設於克姆西，面積232平方公里，2006年人口1,679，人口密度每平方公里7人。
2017年爱沙尼亚行政改革后，哈尼拉市镇与其他市镇一起合并为新的莱内兰纳市镇，并从此隶属派尔努县。